# دافيد شمعوني
دافيد شمعوني (بالعبرية: דוד שמעוני) (25 أغسطس 1891 – 10 ديسمبر 1956) شاعر وكاتب ومترجم إسرائيلي.

## حياته
ولد باسم دافيد شمعونيفيتش، في بوباريوسك في مينسك في روسيا البيضاء التي كانت جزءا من الإمبراطورية الروسية، وأبوه نيسيم شمعونيفيتش وأمه مالكا فريدلاند.
ورغم أنه تمكن من السفر إلى فلسطين تحت الحكم العثماني لأول مرة عام 1909، إلا أنه لم يعش هناك أكثر من عام، وعمل هناك حارسا وجامع برتقال في إحدى المستوطنات اليهودية. وكان الكاتب يوسف حاييم برينر موجودا بالفعل في إسرائيل وقتها، وكان شمعوني على اتصال به. وظلت تلك الفترة ذات تأثير كبير عليه.  
نشر أول دواوينه الشعرية في عام 1911 بعنون «ياشيمون». وسافر في عام 1912 إلى ألمانيا ليدرس بالجامعة، فدرس حتى عام 1914 اللغات السامية والفلسفة في جامعات برلين وهايدلبرغ وفورتسبرغ.
وبعد أن أنهى دراسته الجامعية نوى العودة إلى إسرائيل، لكن الحرب العالمية الأولى نشبت فاضطر إلى العودة إلى روسيا، وبقي في أوديسا ومدينة سانت بطرسبورغ. وعندما اندلعت الثورة الروسية عام 1917 انتقل إلى موسكو، حيث عمل في دار نشل ستيبيل.
هاجر إلى فلسطين تحت الانتداب البريطاني في عام 1920، بعد محاولات عدة لمغادرة الاتحاد السوفيتي عاش في البداية في موشافا رحوفوت. وتوجه إلى دار نشر دفير لنشر مجموعة مختارات من كتاباته.
وفي عام 1925 انتقل إلى تل أبيب، حيث عمل مدرسا للأدب العبري في ثانوية هيرتسليا العبرية. وكان يدرِّس الكتاب المقدس والأدب العبري في المدارس الثانوية حتى وفاته.
توفي في تل أبيب ودفن في مقبرة ترومبلدور.

## أعماله الشعرية
- البرية – 1911

- العاصفة والسكون – 1912

وجمعت أعماله في أربعة مجلدات عناوينها: قصائد غنائية 1927 – أناشيد رعوية شعبية عن الحياة في فلسطين الجديدة 1927 – ملحمة وأعمال شعرية تأملية 1930 – شعر الترحال 1931.
ويصور شعر شمعوني هموم وقيم الجيل الثاني من المهاجرين اليهود إلى فلسطين، ورغم أن شعره مفعم بالاحتفال ببطولات الرواد الصهاينة، نجد أن الشعور بالحزن والكآبة وبالمصير المأساوي يغلب على شعره، كما هو الحال في معظم كتابات المستوطنين الصهاينة في فلسطين قبل أن تقوم الدولة الصهيونية.
ويسود في الكثير من قصائده طابع تعليمي يجلعها بعيدة عن الجماليات الشعرية، ويجعلها أقرب إلى المواعظ والإرشادات.
وشمعوني من جيل الأدباء الذين بهرهم شعر حاييم بياليك وأثر في كتاباتهم تأثيرا واضحا، لكنه لم يسع لتجديد شكل القصيدة، ولم يجازف بالبحث عن إيقاعات جديدة. وظل أسلوبه مثل الأسلوب التقليدي للشعر المكتوب بالعبرية في عصره.  
من أفضل أعماله ترجماته للأدب العالمي فترجم لتولستوي وهاينه وليرمونتوف وآخرين. وكان عضوا في أكاديمية اللغة العبرية منذ إنشائها. وشغل لاحقا منصب رئيس اتحاد الكتاب العبريين.
وكان من الأعضاء الأوائل في «أل دومي» وهي منظمة يهودية في فلسطين دعت إلى إنقاذ اليهود من الحكم النازي.

## جوائز وتقديرات
- جائزة بياليك للأدب في عامي 1936 و1949.[8]

- جائزة إسرائيل في الأدب عام 1954.[9]

- جائزة تشيرنيخوفسكي للترجمة النموذجية.

وسمي شارع شمعوني في القدس باسمه، وكذلك شارع شمعوني في بئرسبع في إسرائيل. وسميت مدرسة شمعوني في جفعاتيم ومدرسة شمعوني في بتاح تكفا كذلك باسمه.